# Herb gminy Doruchów
Herb gminy Doruchów – jeden z symboli gminy Doruchów, ustanowiony 30 kwietnia 2009.

## Wygląd i symbolika
Herb przedstawia na tarczy koloru zielonego złotą palisadę z bramą, a pod nią naszyjnik złożony z 22 bursztynów naturalnej barwy. Jest to nawiązanie do średniowiecznego grodziska w Doruchowie.